# 小松道圓
小松 道圓（こまつ どうえん、1908年〈明治41年〉5月24日  - 1997年〈平成9年〉10月21日）は、日本の僧。岐阜県岐阜市出身。
真言宗泉涌寺派の総本山泉涌寺第151世の長老。真言宗泉涌寺派元管長。法楽寺名誉住職。

## 経歴
1933年、京都専門学校（現・種智院大学）卒業。
1942年、法楽寺住職に就任。
1974年から1991年までの18年間、泉涌寺の長老と真言宗泉涌寺派管長を務め、1993年に法楽寺名誉住職となった。
また書道も堪能で、書の提供や現代名僧墨蹟展への出展も行った。
1997年10月21日、心不全のため法楽寺にて遷化。

## 提供
- 現代史懇話会『史』の表紙の字（1976年[4][5]、1984年[6]）
- 盛田『ねのひ・子の年記念ボトル』のボトルの字（1984年[7]）
- かもがわ出版『不借身命　人間の生と死 脳死と臓器移植を考える[注釈 1]（水野精一著作）』の裏表紙の字（1992年[8]）

## 著書
- 『古寺巡礼京都 28 泉涌寺』（1978年、淡交社　田中澄江との共著）
- 『旭雅和上讃語 旭雅和上壱百年御遠忌記念』（1990年、法藏館　監修を務める）